# Liste der Biografien/Qa
Liste der Biografien |
Portal Biografien |
Personensuche
# |
A |
B |
C |
D |
E |
F |
G |
H |
I |
J |
K |
L |
M |
N |
O |
P |
Q |
R |
S |
T |
U |
V |
W |
X |
Y |
Z |
?
 
Qa |
Qe |
Qi |
Qo |
Qr |
Qu |
Qv |
Qw |
Qy
Die Liste der Biografien führt alle Personen auf, die in der deutschsprachigen Wikipedia einen Artikel haben. Dieses ist eine Teilliste mit 164 Einträgen von Personen, deren Namen mit den Buchstaben „Qa“ beginnt.

## Qa

### Qaa
- Qaa, altägyptischer König der 1. Dynastie
- Qaʾani, Esmail (* 1957), iranischer Generalmajor der iranischen Revolutionsgarde (IRGC) und Kommandeur der Quds-Brigaden
- Qaavigarsuaq Miteq († 1978), grönländischer Expeditionsteilnehmer

### Qab
- Qabbani, Mohammed Rashid (* 1942), sunnitischer Kleriker, Großmufti des Libanon
- Qabbani, Nizar (1923–1998), syrischer Dichter und Diplomat
- Qābisī, Abū l-Hasan al- (936–1012), mālikitischer Hadith- und Fiqh-Gelehrter
- Qabus bin Said (1940–2020), omanischer SultanQabus bin Said (1940–2020)

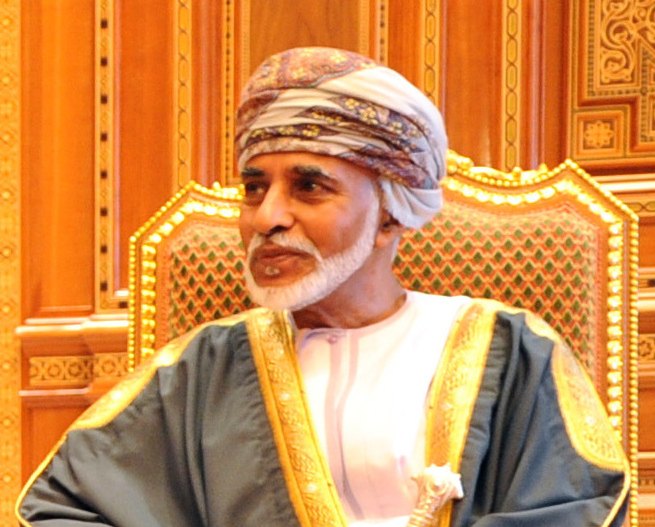
Qabus bin Said (1940–2020)

- Qabyldin, Qajyrgeldi (* 1953), kasachischer Manager

### Qac
- Qacar, Feyzulla Mirzə (1872–1920), Generalmajor der Kaiserlich Russischen Armee und einer der Befehlshaber der Streitkräfte der Demokratischen Republik Aserbaidschan (DRA)

### Qad
- Qadami, Hafizullah (* 1985), afghanischer Fußballspieler
- Qaddhafi, Wanis al- (1922–1986), libyscher Politiker, Premierminister von Libyen (1968–1969)
- Qaderi, Habib (* 1971), afghanischer Popsänger
- Qādī an-Nuʿmān, al-, Gründer der ismailitischen Rechtsschule unter den Fatimiden
- Qādī ʿIyād, al- (1083–1149), Schriftsteller, Historiker und Jurist
- Qadi Zada (1364–1436), Mathematiker und Astronom
- Qadi, Nayif al- (* 1979), saudi-arabischer Fußballspieler
- Qadi, Younis al- (1888–1969), ägyptischer Gelehrter und Dichter
- Qādir, al- (947–1031), 25. Kalif der Abbasiden
- Qadir, C. A. (1909–1987), pakistanischer Philosoph und Hochschullehrer für Philosophie
- Qadir, Usman (* 1993), pakistanischer Cricketspieler
- Qādirī, Munīr († 2011), iranische Philologin und Historikerin
- Qadri, Firdausi (* 1951), bangladeschische Immunologin und Impfstoffforscherin
- Qadri, Mumtaz (1985–2016), pakistanischer Mörder von Salman Taseer, Gouverneur von Punjab
- Qadumi, Faruq al- (1931–2024), palästinensischer Politiker, Außenminister der PLO und Generalsekretär der Fatah

### Qaf
- Qafarena, Anton (* 1997), albanischer Volleyballspieler
- Qafarova, Elmira (1934–1993), aserbaidschanische Politikerin
- Qafëzezi, Ilo Mitkë (1889–1964), albanischer Schriftsteller, Historiker und Koranübersetzer
- Qaffas, Ayman el-, ägyptischer Diplomat

### Qag
- Qaghan, Muqan († 572), Khagan der Göktürken

### Qah
- Qahedjet, altägyptischer König der 3. Dynastie
- Qahhor, Abdulla (1907–1968), usbekischer sowjetischer Schriftsteller, Dramatiker und Übersetzer
- Qahir, al-, Person des ismailitischen schiitischen Islam, Imam der Ismailiten
- Qahramonova, Maftunabonu (* 2005), usbekische Tennisspielerin
- Qahtani, Mohammed al- (* 2002), saudi-arabischer Fußballspieler
- Qahtani, Muhammad ibn Abdullah al- (1935–1980), saudischer Prediger und Salafist; Mahdi der Besetzer der al-Harām-Moschee
- Qahtani, Yassir al- (* 1982), saudi-arabischer Fußballspieler

### Qai
- Qaidu Khan (* 1235), Erbe Dschingis Khans, der die Nomadengesellschaft bewahren wollte
- Qa'im, al- (893–946), zweiter Kalif der Fatimiden
- Qa'im, al- (1001–1075), 26. Kalif der Abbasiden
- Qaim, Matin (* 1969), deutscher Agrarwissenschaftler und Professor für Agrarökonomie
- Qaimish, Ogul († 1251), Hauptfrau Güyük Khans und Regentin des Mongolenreichs
- Qaina, mutmaßliche Sklavin und Konkubine
- Qaiser, Asad, pakistanischer Politiker
- Qaiser, Jamal (* 1972), pakistanisch-deutscher Buchautor, Geschäftsmann und Politikberater
- Qaiser, Sohail (1963–2016), pakistanischer Squashspieler
- Qaiyyim, Abdil (* 1989), singapurischer Fußballspieler

### Qaj
- Qajyrbekowa, Salidat (1961–2016), kasachische Ärztin und Politikerin
- Qajyrgeldinow, Orasgeldi (* 1957), kasachischer Politiker

### Qak
- Qakare Ibi, altägyptischer König der 8. Dynastie

### Qal
- Qalasādī, Abū l-Hasan ʿAlī al- (1412–1486), arabischer Mathematiker
- Qalawun (1222–1290), Sultan der Mamluken in Ägypten
- Qali al-Farrascha, Sklavin und Konkubine
- Qallouj, Hanane (* 1992), marokkanische Langstreckenläuferin
- Qalqaschandī, al- (1355–1418), ägyptischer Kanzleibeamter und Rechtsgelehrter der schafiitischen Lehrrichtung

### Qam
- Qamar ad-Din, Khan im Östlichen Tschagatai-Khanat
- Qamar, Nadi (1917–2020), US-amerikanischer Jazzpianist
- Qamata, Ama (* 1998), südafrikanische Schauspielerin
- Qamba Püncog (* 1947), chinesischer Politiker in der Autonomen Region Tibet (Volksrepublik China)
- Qəmbər, İsa (* 1957), aserbaidschanischer Politiker
- Qəmbərov, Elşən (* 1972), aserbaidschanischer Fußballspieler
- Qəmbərov, Ramiz (1962–1992), aserbaidschanischer Soldat und Nationalheld Aserbaidschans
- Qambarova, Dilorom (* 1957), usbekische Schauspielerin
- Qamili, Haxhi (1876–1915), albanischer Revolutionär
- Qamili, Lirim (* 1998), dänischer Fußballspieler
- Qamyschew, Arman (* 1991), kasachischer Radsportler

### Qan
- Qaneith, altägyptische Königin und Nebengemahlin des Pharaos Hor Den
- Qəniyeva, Ziba (1923–2010), aserbaidschanische Scharfschützin
- Qənizadə, Sultan Məcid (1866–1938), aserbaidschanischer Schriftsteller, Pädagoge, Dramatiker, Theaterfigur und Politiker
- Qansuh, Sultan der Mamluken in Ägypten

### Qao
- Qaouk, Nabil (1964–2024), islamischer Geistlicher, libanesischer Hisbollah-Führer

### Qap
- Qapagan († 716), Herrscher der Göktürken
- Qapparow, Nurlan (1970–2015), kasachischer Politiker

### Qaq
- Qaqi, Harallamb (* 1993), albanisch-griechischer Fußballspieler
- Qaqqaq, Mumilaaq (* 1993), kanadische Inuitpolitikerin (Neue Demokratische Partei)

### Qar
- Qara Iskander († 1438), Herrscher der Qara Qoyunlu
- Qara Yoluq Osman Bey († 1435), Begründer und erster Herrscher der Aq Qoyunlu in Ostanatolien
- Qara Yusuf (1357–1420), Herrscher der Qara Qoyunlu
- Qarabalin, Usaqbai (* 1947), kasachischer Politiker
- Qaradawi, Ilham Al- (* 1959), katarische Strahlenphysikerin und Hochschullehrerin
- Qaradawi, Yusuf al- (1926–2022), islamischer Gelehrter, Prediger und PublizistYusuf al-Qaradawi (1926–2022)

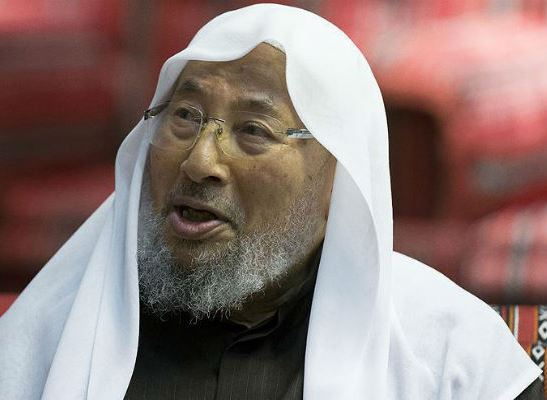
Yusuf al-Qaradawi (1926–2022)

- Qaraghussowa, Gülschan (* 1950), kasachische Politikerin
- Qaranejew, Älichan (* 1990), kasachischer Billardspieler
- Qaraschökejew, Jerbol (* 1976), kasachischer Politiker
- Qarase, Laisenia (1941–2020), fidschianischer Politiker, Ministerpräsident von Fidschi
- Qarassajew, Baghdat (* 1964), kasachischer Politiker
- Qarayev, David (* 1995), russischer Fußballspieler
- Qarayev, Fərəc (* 1943), aserbaidschanischer Komponist
- Qarayev, Qara (1918–1982), aserbaidschanischer Komponist
- Qaree, Mohammed Jasem al- (* 1988), saudischer Zehnkämpfer
- Qareh, altägyptischer Kleinkönig der Hyksos-Zeit, 16. Dynastie
- Qārī, ʿAlī al- († 1606), islamischer Rechtsgelehrter (fuqaha) der Hanafitischen Rechtsschule im Osmanischen Reich
- Qarib, Hormoz (* 1916), iranischer Diplomat, Oberzeremonienmeister
- Qəribli, İlkin (* 1988), aserbaidschanischer Pokerspieler
- Qarizada, Zia (1922–2008), afghanischer Sänger, Komponist, Dichter, Dramaturg
- Qarni, Assaf al- (* 1984), saudi-arabischer Fußballspieler
- Qarni, Awad al- (* 1957), saudischer islamischer Theologe und Hochschullehrer
- Qaryağdıoğlu, Cabbar (1861–1944), aserbaidschanischer Mughamsänger

### Qas
- Qas, Rabban al- (1949–2023), irakischer Geistlicher, chaldäisch-katholischer Bischof von Dohuk
- Qasabi, Abdel Hadi al-, Oberhaupt der Obersten Sufi-Rates in Ägypten
- Qasaischwili, Waleri (* 1993), georgischer Fußballspieler
- Qasbegi, Aleksandre (1848–1893), georgischer Schriftsteller
- Qaschusch, Ibrahim (1977–2011), posthum zum Protestsänger erklärtes syrisches Mordopfer
- Qaschygeldin, Äkeschan (* 1952), kasachischer Premierminister (1994–1997)
- Qaschyghalijew, Murtas (* 1973), kasachischer Schachspieler
- Qasem, Ahmed (* 2003), schwedisch-dänischer Fußballspieler
- Qasemie, Seeta (* 1982), afghanische Sängerin und Komponistin
- Qasheesh, Majed (* 2001), saudi-arabischer Fußballspieler
- Qashoa, Mamoon (* 1997), israelischer Fußballspieler
- Qasif, Sklavin und Konkubine
- Qāsim ibn al-Ḥasan, al- (667–680), Sohn von al-Hasan ibn Ali und Ramlah
- Qasim, Abd al-Karim (1914–1963), irakischer Militär, Politiker und Premierminister seines LandesAbd al-Karim Qasim (1914–1963)

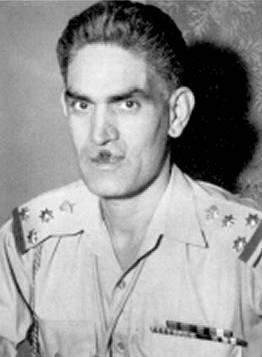
Abd al-Karim Qasim (1914–1963)

- Qasim, Jamal Fakhri al (* 1984), saudi-arabischer Hochspringer
- Qasim, Leyla (1952–1974), kurdische Aktivistin und Dissidentin
- Qasim, Mahinur (1929–2021), uigurische Politikerin in China
- Qasim, Syed Mir († 2004), indischer Politiker, Rajya Sabha-Mitglied, Unionsminister, Chief Minister von Jammu und Kaschmir
- Qasımbəyov, Həmid Həbib (1923–2005), sowjetischer Vizeadmiral und Kommandeur der Kaspischen Flottille
- Qasimi, Dschamal ad-Din al- (1866–1914), syrisch-arabischer Salafist
- Qasimi, Ehmetjan (1914–1949), uigurischer politischer Führer
- Qasimi, Lubna Khalid al- (* 1962), arabische Politikerin
- Qasimi, Saqr ibn Muhammad al- (1918–2010), Herrscher des Emirates Ra’s al-Chaima
- Qasimi, Saʿud ibn Saqr al- (* 1956), arabischer Emir von Ra’s al-Chaima
- Qasimi, Sultan bin Mohamed al- (* 1939), arabischer Politiker, Emir von SchardschaSultan bin Mohamed al-Qasimi (* 1939)

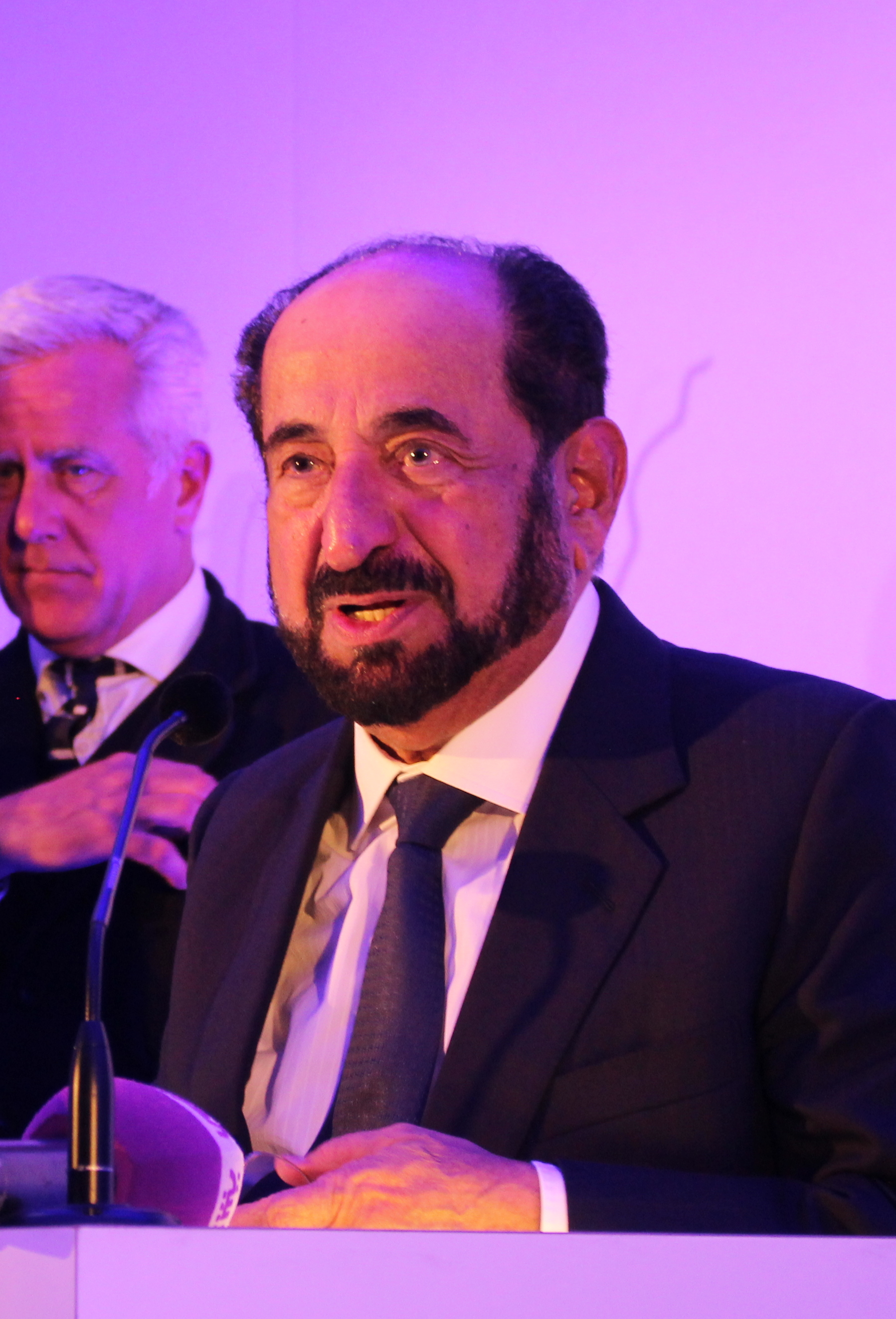
Sultan bin Mohamed al-Qasimi (* 1939)

- Qasımov, Alim (* 1957), aserbaidschanischer Mughamsänger
- Qasımov, Eldar (* 1989), aserbaidschanischer Sänger
- Qasımov, Elmar (* 1990), aserbaidschanischer Judoka
- Qasımov, Natiq (1971–1992), aserbaidschanischer Militärangehöriger und Nationalheld Aserbaidschans
- Qasımova, Fərqanə (* 1979), aserbaidschanische Mughamsängerin
- Qasımova, Kifayət (* 1983), aserbaidschanische Judoka
- Qasmi, Qazi Mujahidul Islam (1936–2002), indischer islamischer Rechtsgelehrter
- Qasmi, Yacine (* 1991), marokkanischer Fußballspieler
- Qasow, Aidar (* 1995), kasachischer Gewichtheber
- Qassam, Izz ad-Din al- (1882–1935), islamischer KlerikerIzz ad-Din al-Qassam (1882–1935)

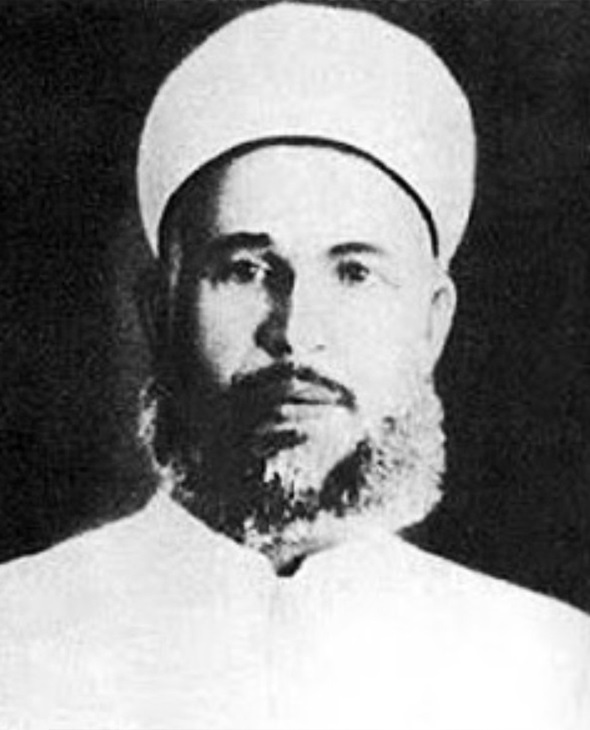
Izz ad-Din al-Qassam (1882–1935)

- Qassem, Faisal al-, syrischer Fernsehjournalist
- Qassim, Isa (* 1940), bahrainischer Geistlicher
- Qassimi, Khalid Al- (* 1972), Rallyefahrer aus den Vereinigten Arabischen Emiraten
- Qassymbek, Schengis (* 1975), kasachischer Politiker
- Qassymow, Älibek (* 1954), kasachischer Politiker
- Qassymow, Ghani (* 1950), kasachischer Politiker
- Qassymow, Qalmuchanbet (* 1957), kasachischer Politiker
- Qastejew, Äbilchan (1904–1973), kasachisch-sowjetischer Maler
- Qasychanow, Jerschan (* 1964), kasachischer Diplomat

### Qat
- Qa'tabi, Ahmad al-, jemenitischer Politiker
- Qatāda ibn Diʿāma, Koranexeget und Traditionarier mit Wirkungsfeld Basra
- Qatada, Abu, palästinensischer islamistischer Fundamentalist
- Qatipi, Adnan (1925–2010), albanischer Widerstandskämpfer und antifaschistischer Aktivist
- Qatr al-Nada († 900), Ehefrau des 16. Abbasiden-Kalifen Al-Mu'tadid bi-'llah und eine Prinzessin der ägyptischen Tuluniden-Dynastie

### Qau
- Qaʿud, Abd al-Madschid al- (1943–2021), libyscher Politiker, Premierminister von Libyen (1994–1997)

### Qav
- Qavām, Ahmad (1875–1955), Gouverneur, Minister, Ministerpräsident des Iran

### Qaw
- Qawelaschwili, Micheil (* 1971), georgischer Fußballspieler und PolitikerMicheil Qawelaschwili (* 1971)

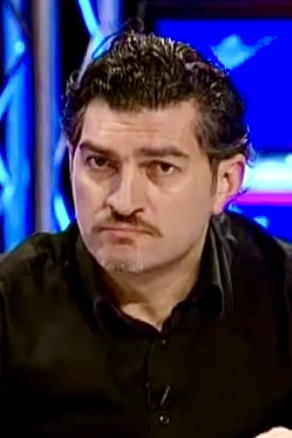
Micheil Qawelaschwili (* 1971)

- Qawi, Dwight (1953–2025), US-amerikanischer Boxer
- Qawurd, Sohn des seldschukischen Fürsten Tschaghri Beg

### Qay
- Qayıbov, Fərrux Ağa (1891–1916), Pilot der Kaiserlich Russischen Armee aserbaidschanischer Abstammung
- Qayıbov, İsmət (1942–1991), aserbaidschanischer Generalstaatsanwalt
- Qayıbova, Xədicə (1893–1938), aserbaidschanische Pianistin
- Qayi'pbergenov, To'lepbergen (1929–2010), sowjetischer Schriftsteller
- Qayumova, Nozimaxon (* 1992), usbekische paralympische Leichtathletin
- Qayyum, Amir (* 1981), pakistanischer Serienmörder
- Qayyum, Danish (* 2002), singapurischer Fußballspieler

### Qaz
- Qazi, Mohammed Hossein Saif († 1947), kurdischer Politiker
- Qazimi, Ridvan (1964–2001), Kommandeur der UCPMB
- Qazıyeva, Gövhər (1887–1960), aserbaidschanische Bühnenschauspielerin
- Qazizadar, Muqadar (* 1988), afghanischer Fußballspieler
- Qazwīnī, al- († 1283), persischer Arzt, Astronom, Geograph und früher Science-Fiction-Autor
- Qazyumov, Xetaq (* 1983), aserbaidschanischer Ringer russischer Herkunft